# One UI
One UI – dotykowy interfejs graficzny użytkownika opracowany przez firmę Samsung Electronics, będący nakładką programową na Androida, dedykowaną dla smartfonów i tabletów tej firmy. Zaprezentowany po raz pierwszy na Samsung Developer Conference 7 listopada 2018, wprowadzony jako integralna część systemu Android 9.0 Pie, jest następcą Samsung Experience 9.5 i TouchWiz.
Wydano także wersję podstawową; One UI Core z ograniczoną funkcjonalnością (na przykład nie jest obsługiwane przenoszenie aplikacji na zewnętrzną kartę SD) oraz wersje na systemy Tizen i Wear OS.

## Główne zmiany i cechy
- Interfejs użytkownika stał się prostszy graficznie, a przez to bardziej czytelny.
- Zaokrąglono rogi okien dialogowych, kształt ikon i pól na panelu powiadomień oraz wiele innych elementów systemu.
- Możliwości włączenia trybu nocnego
- Do aparatu fotograficznego dodano opcję Optymalizatora scenerii, wykorzystującego sztuczną inteligencję. Smartfon automatycznie optymalizuje parametry ekspozycji i późniejszej obróbki obrazu do rozpoznanych scen i obiektów.
- Umożliwiono podłączenie smartfona bezpośrednio do zewnętrznego wyświetlacza (telewizora lub monitora) – tryb DeX
- Opcja automatycznego aktywowania systemu rozpoznawania twarzy po podniesieniu smartfonu w kierunku twarzy[3].